# Egypte (Bladel)
Egypte is een buurtschap  in de gemeente Bladel, in de Nederlandse provincie Noord-Brabant. De plaats ligt aan de Bredase baan, ten oosten van Bedrijventerrein De Sleutel. Het ligt aan de N284. Bij de volkstelling van 1899 had de buurtschap 6 bewoonde huizen en 34 inwoners.
In de jaren 1930 werd in Egypte een urn met crematieresten gevonden, daterend uit de late bronstijd of de vroege ijzertijd. Rond 1946 werd er een terracotta beeldje gevonden.
De naam Egypte is ontleend aan de Roma, die er een gewoonte van maakten te verklaren dat ze oorspronkelijk uit Egypte kwamen. Het terrein zou geschikt zijn als standplaats voor Roma.
Hoofdplaats: Bladel      Dorpen: Casteren · Hapert · Hoogeloon · Netersel

Buurtschappen: Biezenheuvel · Broekenseind · Dalem · De Pan · Egypte · Franse Hoef · Heieind · Heikant · Helleneind · Het Bosch · Heuvel · Hoogcasteren · Landorp · Lemel · Ten Vorsel

Voormalige gemeenten: Bladel en Netersel · Hoogeloon, Hapert en Casteren

Noord-Brabant: Steden en dorpen      Nederland: Provincies · Gemeenten